# Potêncio
Potêncio (em latim: Potentius) foi um oficial romano do século IV, ativo durante o reinado do imperador Valente (r. 364–378). Era filho do general Ursicino, que esteve ativo sob Constâncio II (r. 337–361), e aparentemente teve irmãos mais velhos. Em 378, era um tribuno dos promotos, uma vexilação palatina, e esteve entre os oficiais assassinados pelos bárbaros de Fritigerno na Batalha de Adrianópolis de 9 de agosto.